# C/1953 T1 Abell
C/1953 T1 (Abell) è una cometa non periodica con orbita iperbolica. La caratteristica più saliente di questa cometa è di aver avuto una MOID di poco più di un centesimo di unità astronomica.